# Conjunto das Antigas Instalações da Escola Politécnica
O Conjunto das Antigas Instalações da Escola Politécnica é um agrupamento de prédios que costumava abrigar a primeira instituição de ensino superior de engenharia, arquitetura, tecnologia e ciências exatas do Brasil, entre o final do século XIX e 1960. Fundada em 1894, no bairro do Bom Retiro, o seu intuito era formar profissionais em ambas as áreas para auxiliar no processo de desenvolvimento da urbanização e industrialização da cidade de São Paulo.
O complexo é composto de seis prédios, os quais são tombados pelo Condephaat e fazem parte do Patrimônio Histórico do estado de São Paulo. São eles os edifícios Paula Souza, Ramos de Azevedo, Hipólito Pujol, Oscar Machado, Rodolfo Santiago e o Antigo Laboratório de Hidromecânica. Todos se encontram em uma mesma quadra, a qual situa-se em frente à estação Tiradentes do metrô e é cercada pela Praça Coronel Fernando Prestes, Avenida Tiradentes, Rua Afonso Pena e Rua dos Bandeirantes.
Atualmente, nessas edificações, funcionam quatro diferentes instituições: a Faculdade de Tecnologia de São Paulo (FATEC), o Centro Paula Souza (CPS), o Arquivo Histórico de São Paulo (AHSP) e a Escola Técnica Estadual de São Paulo (ETESP).
Os prédios foram erguidos em diferentes momentos, em um período entre 1899 e 1944, por diferentes arquitetos. O mais importante deles - e que realizou o maior número de obras do aglomerado - foi Ramos de Azevedo.

## História
No final do século XIX, São Paulo estava dando os primeiros passos no seu processo de urbanização. Inspirado por ideais progressistas pós Proclamação da República e para ajudar com a construção civil, tornou-se necessário o advento de uma instituição de ensino superior, na área de engenharia, especialmente projetada para suprir as carências de desenvolvimento urbano da cidade. Assim, em 15 de fevereiro de 1894, a Escola Politécnica de São Paulo é fundada, durante o governo de Bernardino José de Campos Júnior.
O primeiro edifício a pertencer à escola foi o Palacete do Marquês de Três Rios, construído em 1860, e que foi deixado pelo próprio Joaquim Egídio de Sousa Aranha, após sua morte. O prédio foi adaptado para a acomodação de atividades acadêmicas, mas foi demolido em 1929.
Inicialmente a instituição contava com os cursos de Engenharia Industrial, Engenharia Agrícola, Engenharia Civil e Artes Mecânicas. A escola também foi a pioneira em aulas de Astronomia – as quais, mais tarde, tornaram-se o Instituto de Astrofísica e Geofísica da Universidade de São Paulo –, Arquitetura, Belas Artes, Física, Química e Zootecnia, os quais, em seguida, tornaram-se cursos superiores independentes, já na Universidade de São Paulo.

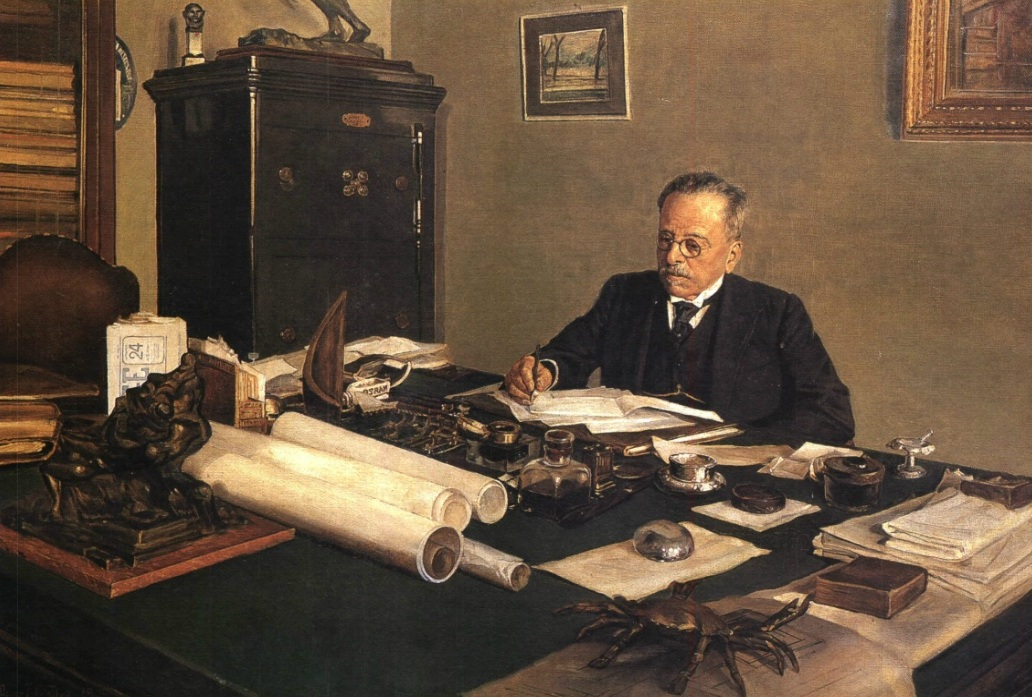
Retrato do arquiteto Ramos de Azevedo

Com o decorrer dos anos, as necessidades urbanas da cidade continuaram a aumentar e o curso também ascendeu em número de estudantes e professores. Para acompanhar o ritmo de crescimento, foi preciso ampliar a área da instituição. Assim, em 1899, o Edifício Paula Souza foi construído com o auxílio e coordenação do arquiteto Francisco de Paula Ramos de Azevedo. O local passou a abrigar laboratórios de pesquisa, auditórios, oficinas didáticas e parte da administração.
Mais tarde, outros edifícios também foram construídos para ampliar a área da instituição. Ao lado do Edifício Paula Souza, foram erguidos dois pavilhões, um de cada lado do prédio. O do flanco direito refugiava as oficinas de carpintaria e o da esquerda abrigava o Gabinete de Resistência dos Materiais da escola. Este último transformou-se no Laboratório de Ensaio dos Materiais (LEM) e, mais tarde, no Instituto de Pesquisas Tecnológicas (IPT), o qual cresceu e veio a se separar da Escola Politécnica, tornando-se uma instituição ligada à Secretaria de Desenvolvimento Econômico, Ciência, Tecnologia e Inovação de São Paulo.
O próximo grande edifício a ser erguido para as atividades da Escola Politécnica foi o Ramos de Azevedo, em 1920, seguido pelo Laboratório de Hidromecânica, em 1926. No ano de 1938, os edifícios Oscar Machado e Hipólito Pujol foram levantados, este segundo no lugar do Instituto de Pesquisas Tecnológicas. Já o Edifício Rodolfo Santiago foi construído em 1944.
Da antiga Escola Politécnica saíram grandes nomes da engenharia e ciência brasileiras, entre eles Adolfo Lutz, Vital Brazil, Luiz de Anhaia Mello, Luiz Cintra do Prado e Telêmaco Van Langendock.
Em 1934, a Universidade de São Paulo foi criada com a finalidade de conectar diferentes áreas da educação acadêmica. Dessa forma, em uma iniciativa do governo estadual, a Escola Politécnica passou a fazer parte da USP. Foi somente em 1960, porém, que a escola começou a ser transferida permanentemente para a Cidade Universitária, onde se situa até hoje. Os primeiros departamentos a serem transferidos foram os de matemática e desenho e, o último, já em 1973, de engenharia civil.
A partir da década de 1970, passou a funcionar no local, ocupando inicialmente o Edifício Paula Souza e, mais tarde, o Rodolfo Santiago, a Faculdade de Tecnologia de São Paulo. Os cursos iniciais oferecidos foram os de Construção Civil, Hidráulica, Construção de Edifícios e Mecânica.

### Edifício Paula Souza

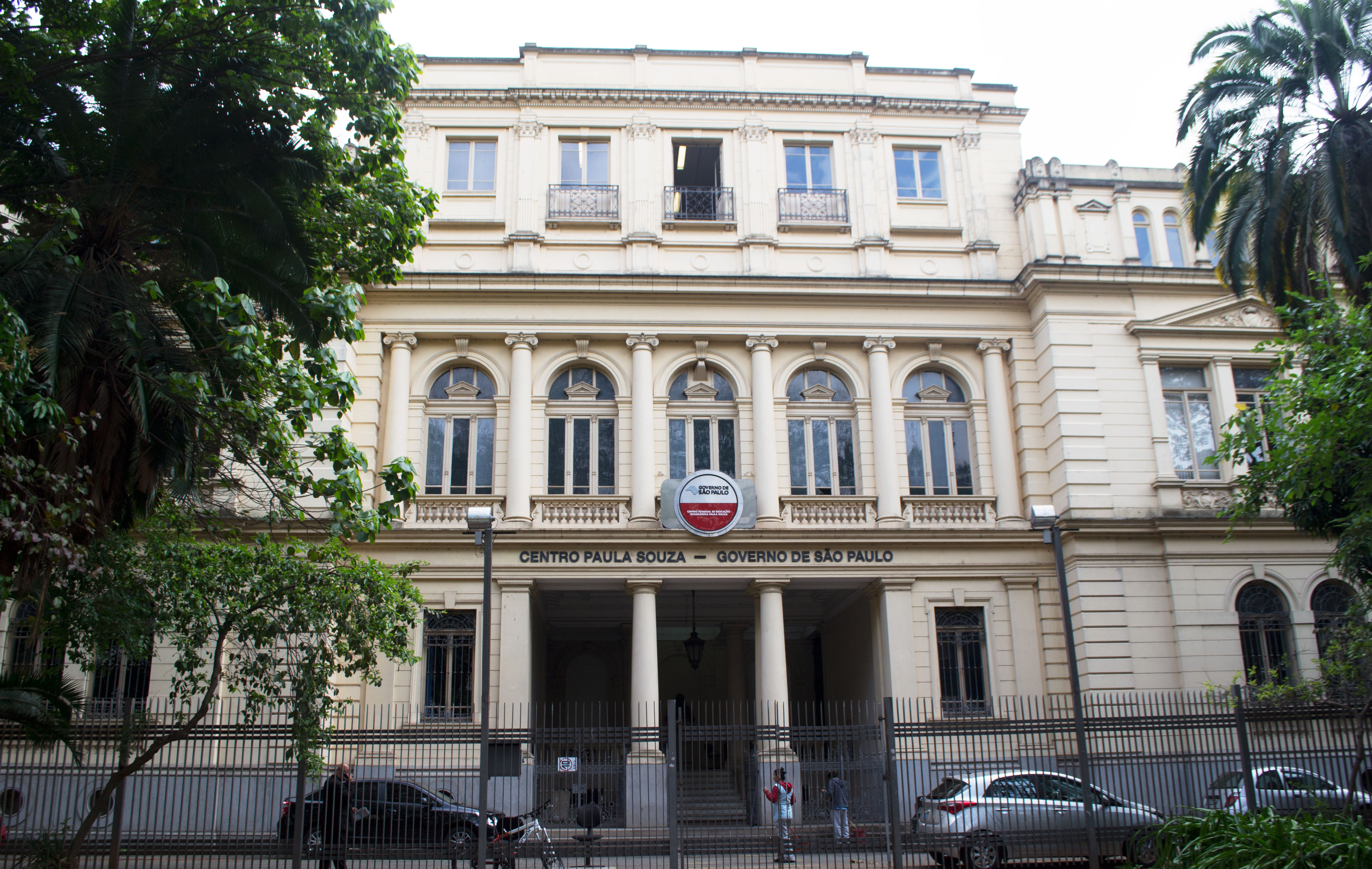
Fachada do Edifício Paula Souza

Inaugurado em janeiro de 1899, o Edifício Paula Souza foi o primeiro prédio erguido especialmente para a Escola Politécnica, portanto é o mais antigo de todo o conjunto. Arquitetado pelo escritório do arquiteto Ramos de Azevedo, o seu intuito inicial era abrigar os laboratórios gerais da Politécnica. A edificação recebeu esse nome como uma forma de homenagear o primeiro diretor da Escola Politécnica, Antônio Francisco de Paula Sousa.
Após a transferência da instituição para a Cidade Universitária, o prédio passou a abrigar o Centro Paula Souza, uma instituição de ensino voltada à educação na área de tecnologia. Em 2013, porém, a administração central da entidade foi transferida para a Rua dos Andradas, número 140.

### Edifício Ramos de Azevedo e o Antigo Laboratório de Hidromecânica

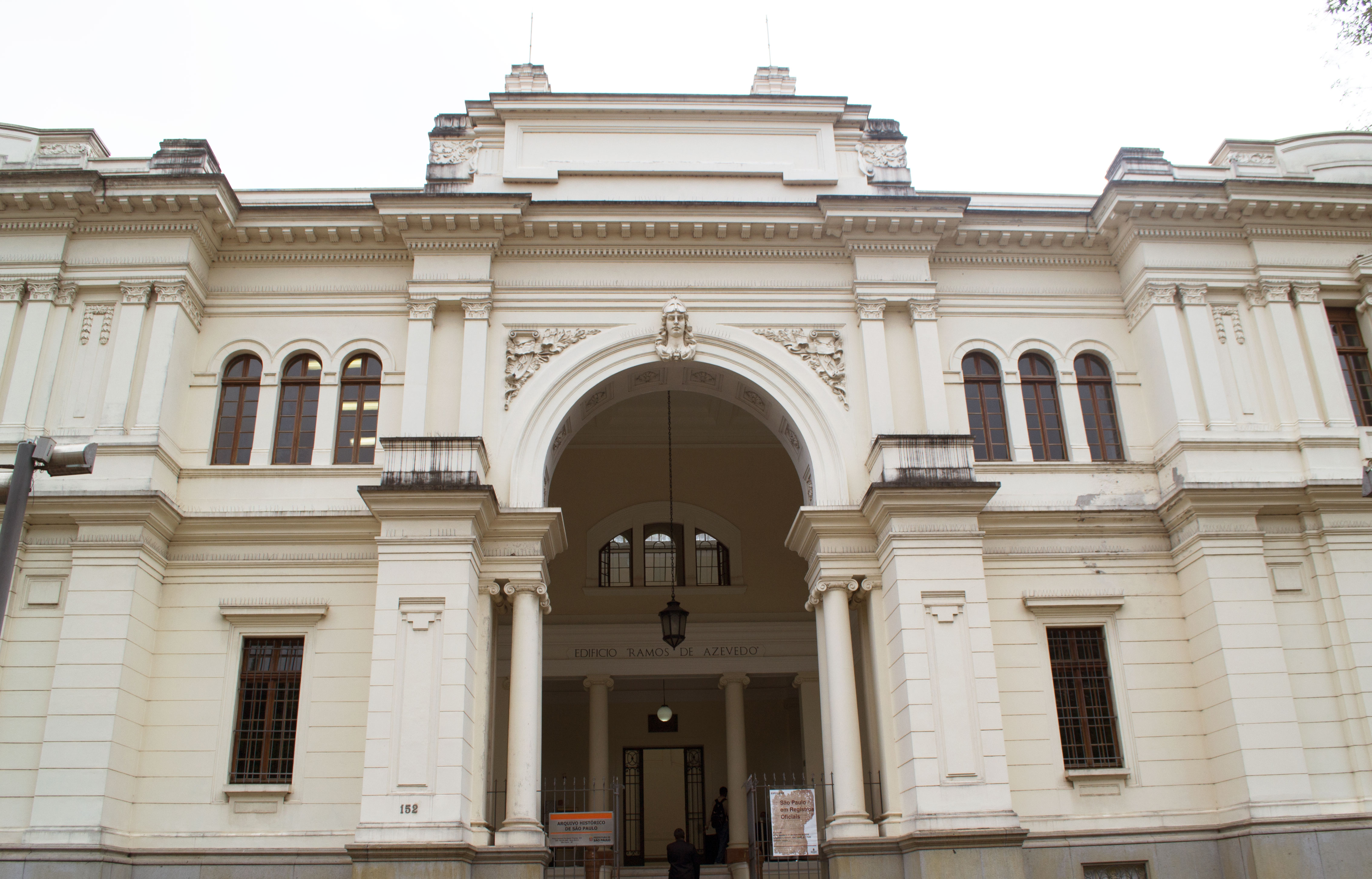
Fachada do Edifício Ramos de Azevedo

Inaugurado em 14 de abril de 1920, o Edifício Ramos de Azevedo foi inicialmente projetado para abrigar o Laboratório de Mecânica e o Gabinete de Eletrotécnica da Escola Politécnica.
Após a saída da Escola Politécnica para a Cidade Universitária, o prédio ficou parcialmente abandonado durante a década de 1970, só sendo ocupado, em parte, por uma parcela das atividades do Instituto de Eletrotécnica da USP e pelo Paço da Memória de São Paulo. Em 1987, foi adquiro pela Prefeitura de São Paulo com o intuito de abrigar o acervo do Arquivo Histórico Municipal Washington Luís. O local, porém, só foi ocupado pelo arquivo em 1999 e reaberto ao público no dia 20 de janeiro de 2000. Em 2010, passou a atender pelo nome de Arquivo Histórico de São Paulo.
O prédio do Laboratório de Hidromecânica foi construído em 1926. De 1948 a 1980, foi usado pelo Curso Politécnico, com o intuito de preparar os estudantes interessados a ingressar na Escola Politécnica.

### Edifícios Hipólito Pujol e Oscar Machado

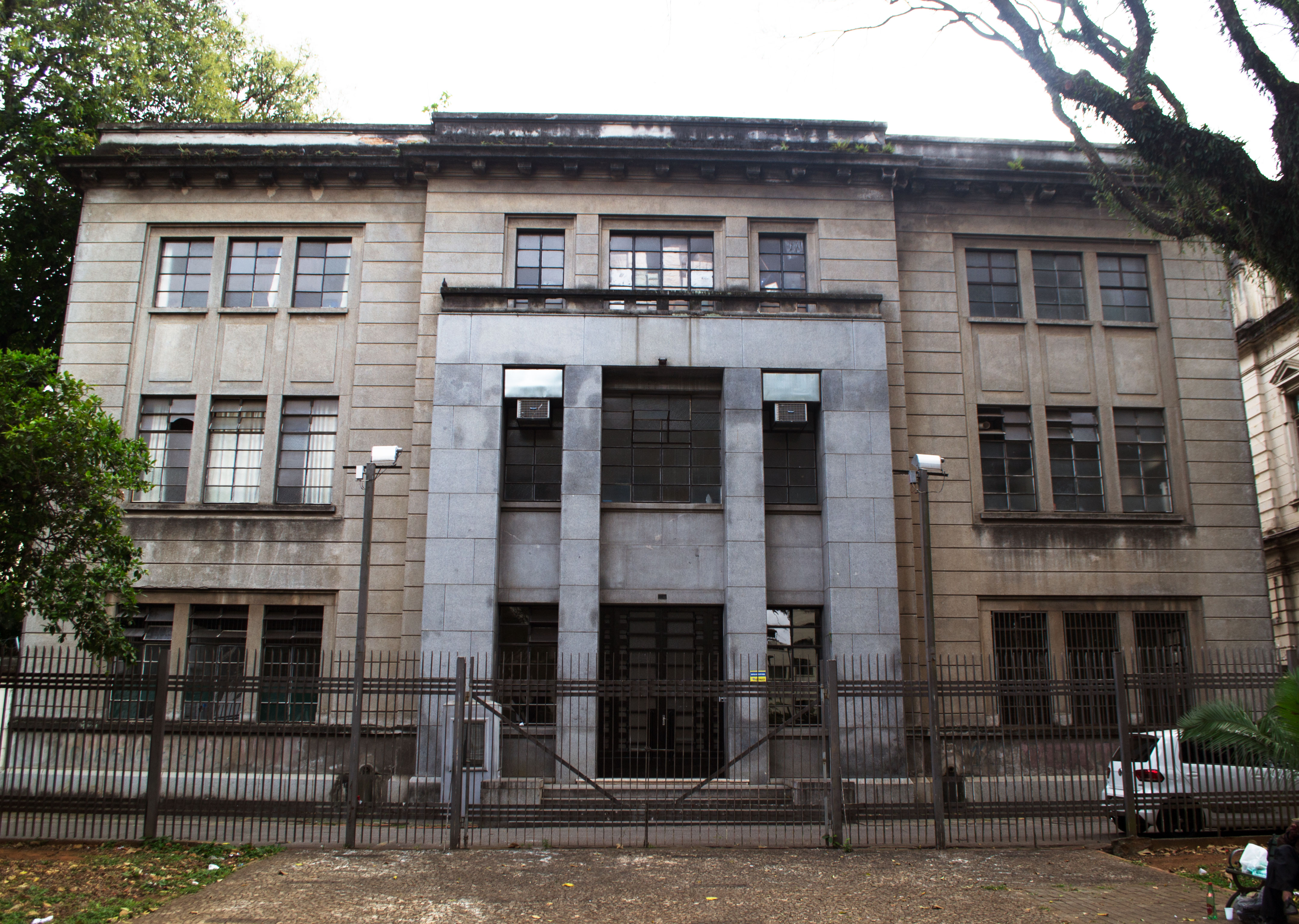
Fachada do Edifício Hipólito Pujol

Em 1938, foram construídos os edifícios Hipólito Pujol e Oscar Machado. O primeiro foi erguido no lugar onde, anteriormente, situava-se o pavilhão esquerdo do Edifício Paula Souza, espaço que abrigava o Laboratório de Ensaio de Materiais da Escola Politécnica e o Gabinete de Resistência, percursos do Instituto de Pesquisas Tecnológicas (IPT).

### Edifício Rodolfo Santiago

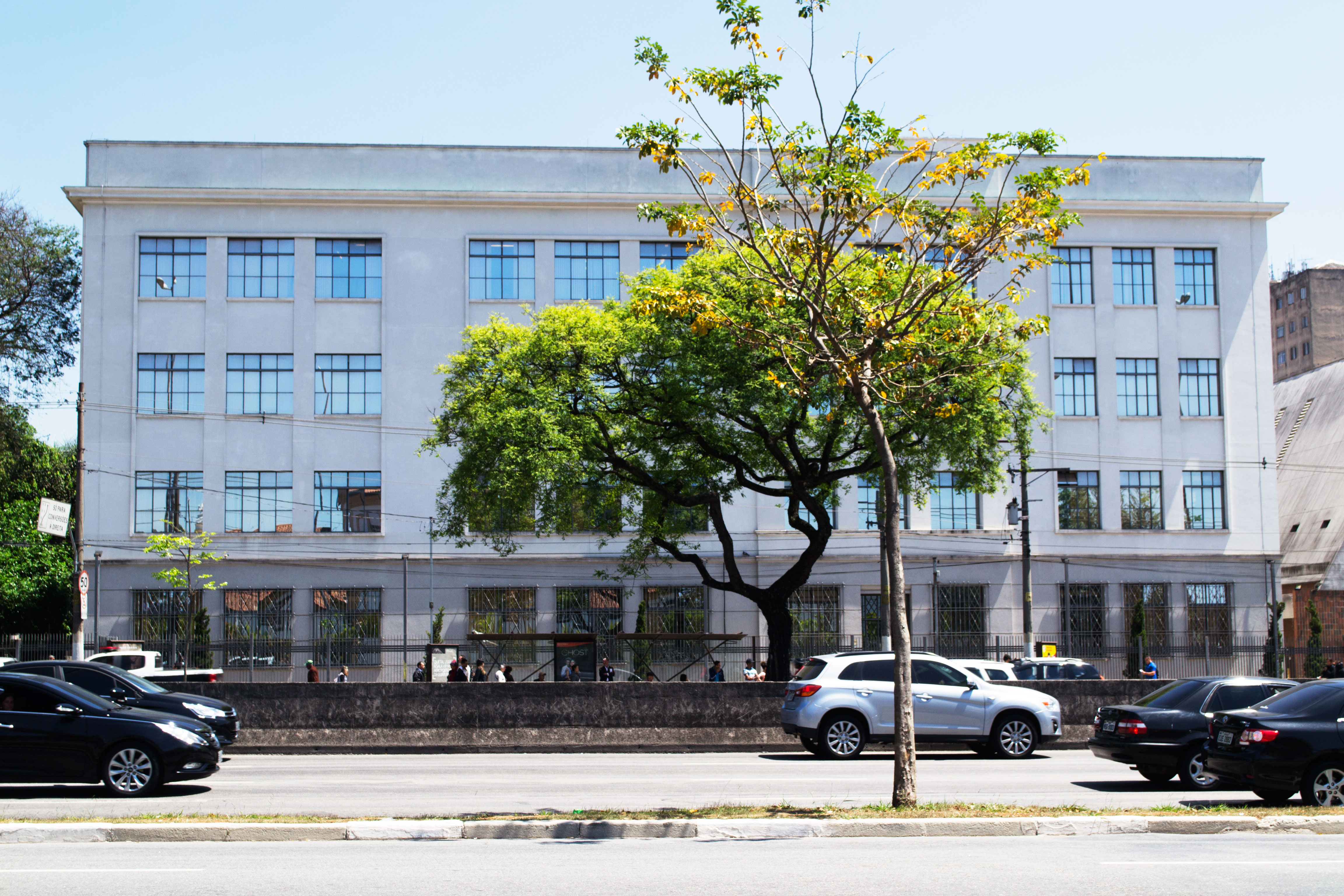
Fachada do Edifício Rodolfo Santiago

O Edifício Rodolfo Santiago foi construído em 1944, no mesmo lugar que costumava ficar o antigo Palacete do Marquês de Três Rios e um pavilhão de carpintaria.
O prédio do Três Rios foi demolido em 1929, mas sua estrutura já estava parcialmente comprometida desde 1924, quando foi atingido por tiros de canhão, granadas e balas, durante a Revolução de 1924, que teve conflitos no entorno do Regimento da Força Pública, atual Batalhão Tobias de Aguiar.
Assim que construído, o Edifício Rodolfo Santiago começou a atuar como biblioteca e como o departamento de Física e de Matemática. Em 1946, tornou-se o principal prédio acadêmico da Escola Politécnica, uma vez que o Edifício Paula Souza assumiu atividades mais administrativas.
Em 1970, após a transferência da Escola Politécnica para a Cidade Universitária, passou a acolher as atividades da FATEC- SP.

## Arquitetura

### Edifício Paula Souza
Com 1295 metros quadrados, a estrutura do Edifício Paula Souza dispõe de três andares. Apresentando 37 metros, a sua fachada exibe um estilo arquitetônico eclético, com desenhos salientes nas pontas e paredes abobadadas. No primeiro andar, há o emprego de colunas dóricas, e, no segundo, jônicas. A estrutura é de alvenaria sobre pedra e concreto.
A disposição dos espaços de toda a edificação foi projetada para uma máxima eficiência nas atividades acadêmicas ligadas à área da ciência, no uso de laboratórios e das salas de aula e oficinas.

### Edifício Ramos de Azevedo e Antigo Laboratório de Hidromecânica
Também arquitetado pelo escritório de Ramos de Azevedo, o edifício de nome Ramos de Azevedo foi construído com características do estilo arquitetônico eclético, assim como o Edifício Paula Souza. Além disso, conta com dois pavimentos e um porão.
O primeiro andar era ocupado por instrumentos mecânicos, além de contar com uma galeria de máquinas. No térreo, ficavam as salas de aula e de reuniões e um anfiteatro. Em 1920, um compartimento feito para projetar imagens de cinema foi construído, modificando parte do projeto estrutural original.

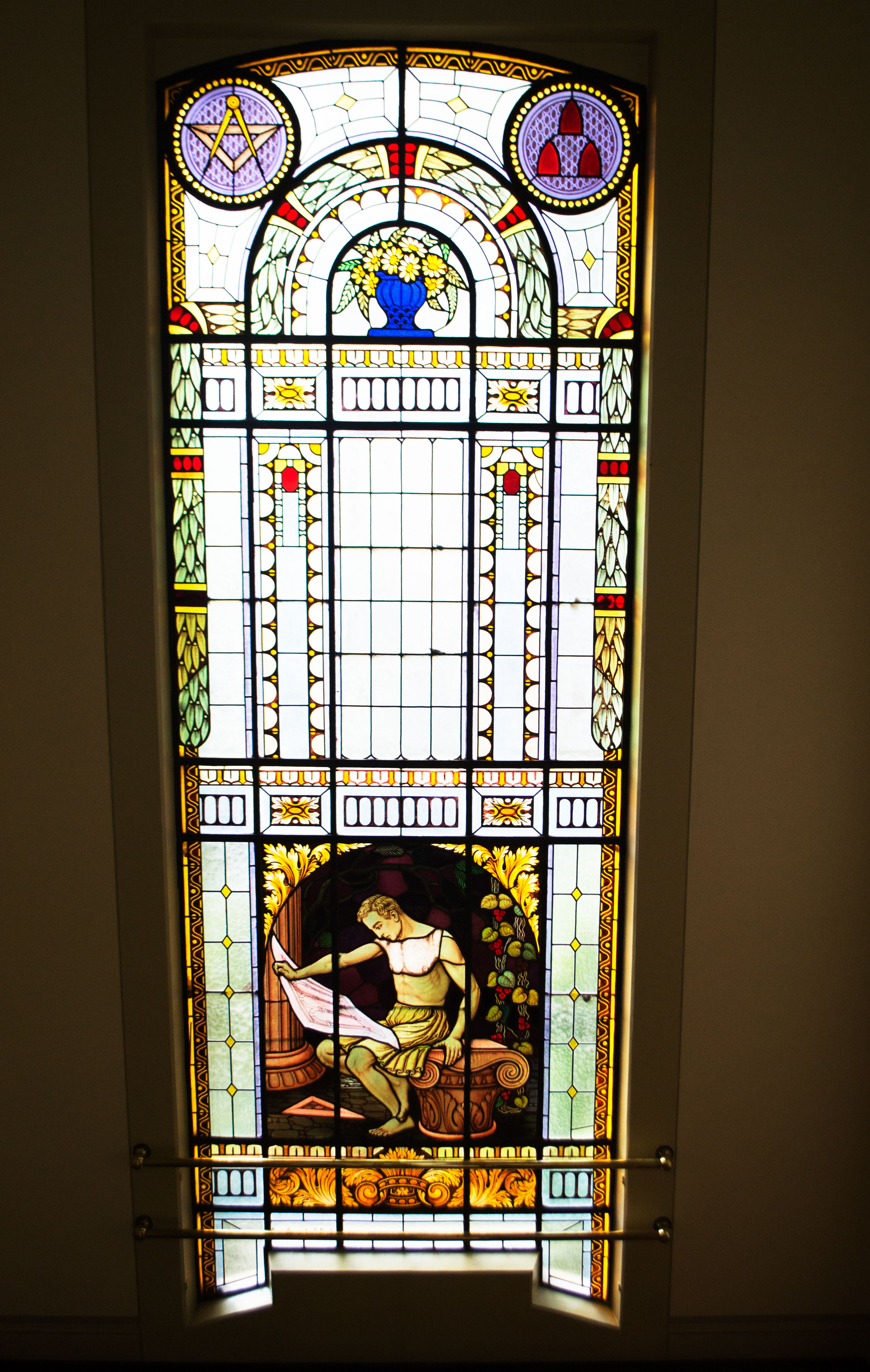
Vitral com a figura do arquiteto

A arquitetura do prédio passou por duas modificações e restauros. Primeiramente, em 1990 e, depois, em 2007 e 2008. Na mais nova, elementos e detalhes da fachada foram recuperados e pisos e rampas de acesso foram planejadamente instalados para auxiliar na acessibilidade da edificação. A fachada principal do edifício conta com a figura da deusa da engenharia, Minerva.
Projetados pela Casa Conrado, os vitrais do Edifício Ramos de Azevedo representam as alegorias do Engenheiro e do Arquiteto. Do lado esquerdo do prédio, o vitral ilustra um engenheiro debruçado sobre uma mesa, com um compasso na mão. No direito, um arquiteto cercado por colunas e sentado sobre um capitel estuda um projeto de arquitetura.
O subsolo do edifício conta com tijolos aparentes, paredes abobadadas e passagens em arco.
O antigo Laboratório de Hidromecânica, atual Anexo do Arquivo Histórico, se assemelha a um galpão com um longo vão livre e com aberturas verticais, janelas em arco e esquadrias - estas características de construções do período final do século XIX. Contém um porão, piso único e telhado com telhas de cerâmica francesas. Apesar dessas características, o seu estilo é sóbrio e apenas funcional. Documentos antigos apontam que, originalmente, sua estrutura era mais comprida, com mais três vãos. Em 2007, o edifício passou por um processo de restauro que continuou uma primeira tentativa de recuperação arquitetônica, de 1993. Nesta segunda investida, a intenção era reparar as fachadas do edifício, assim como melhorar a acessibilidade do prédio, com novos pisos e rampas de acesso.

### Edifício Rodolfo Santiago

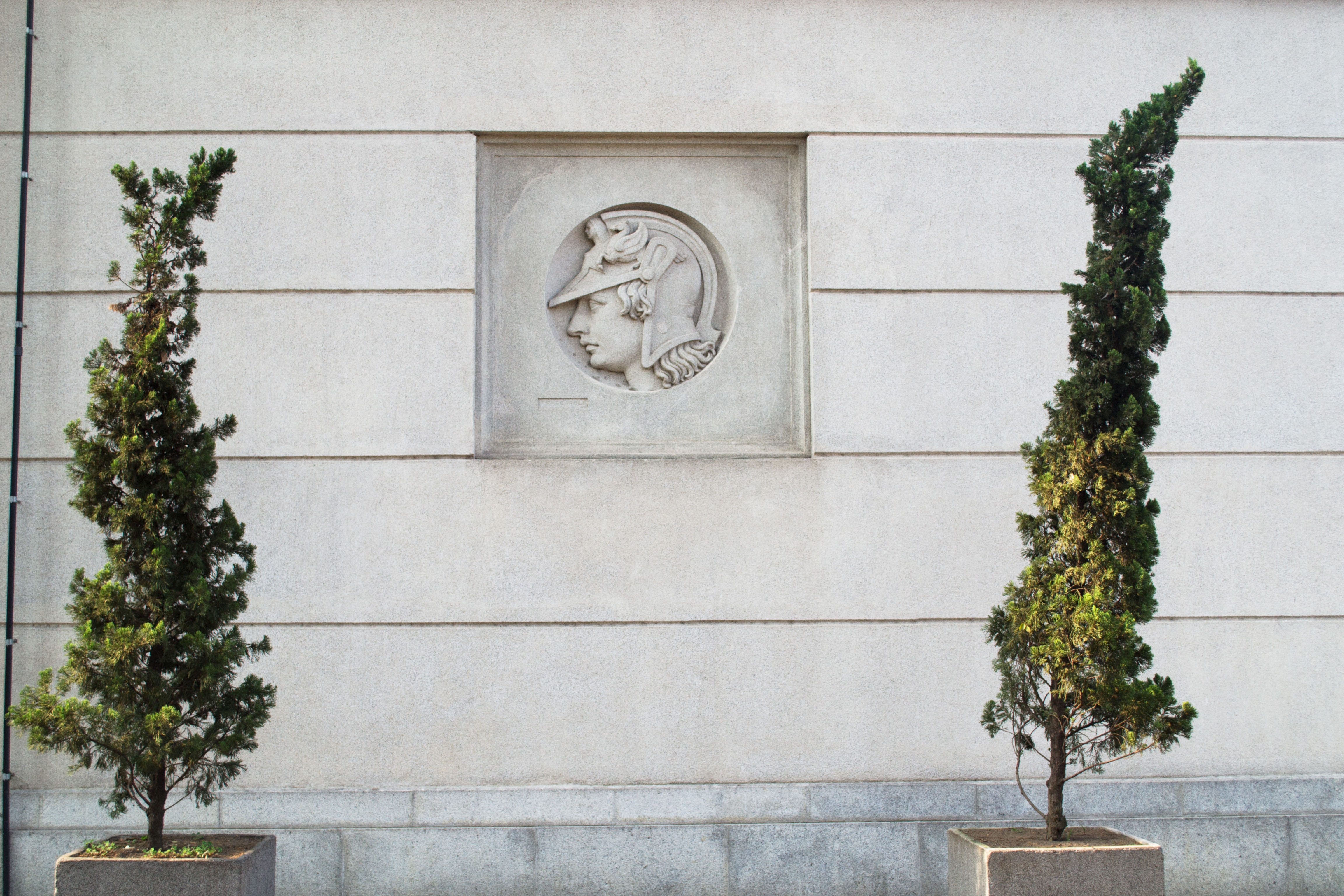
Deusa Minerva gravada na lateral do Edifício Rodolfo Santiago

O prédio mais novo do conjunto da antiga Politécnica foi planejado pelo arquiteto José Maria da Silva Neves. A fachada frontal da edificação mede 36 metros e, a lateral, 43,5 metros.
Destaca-se, esculpidas nas laterais da edificação, as figuras de deusa romana das artes e da sabedoria, Minerva. A figura da divindade encontra-se esculpida no prédio por ser considerada o símbolo da Engenharia.

## Relevância cultural
O conjunto de seis edifícios que caracterizaram a antiga Escola Politécnica são exímios exemplares da Arquitetura Eclética na cidade de São Paulo, no período que se estende do final do século XIX até a década de 1940, do XX. Além disso, também fazem parte da história do desenvolvimento do ensino superior no Brasil, no ensino de engenharia, tecnologia e arquitetura paulistanas e do histórico da educação técnica e científica nos últimos 50 anos no estado de São Paulo.

## Tombamento
O conjunto de antigas instalações da Escola Politécnica está tombado nos três níveis. No municipal, o processo é iniciado pela Resolução nº 44/ CONPRESP/ 92. No estadual, o tombamento é pelo Condephaat, na Resolução Condephaat/SC/186/02 e com o número 39843/00. No nível federal, a área está sobre proteção indireta, já que fica próxima a uma área tombada pelo Iphan.

## Estado atual

### Edifício Paula Souza
Nos dias atuais, o Edifício Paula Souza situa-se no número 74 e ainda abriga o centro administrativo de Estudo de Educação à Distância do Centro Paula Souza. No local, são oferecidos os ensinos médio e técnico, voltados para as áreas de Administração, Comércio, Eletrônica, Turismo, Informática e Secretariado.
Na parte dos fundos do subsolo do prédio, situa-se o Sinteps, o sindicato dos funcionários do Centro Paula Souza. Também no mesmo espaço, mas na parte frontal da edificação, funciona o centro acadêmico da FATEC-SP.

### Edifício Ramos de Azevedo e Antigo Laboratório de Hidromecânica

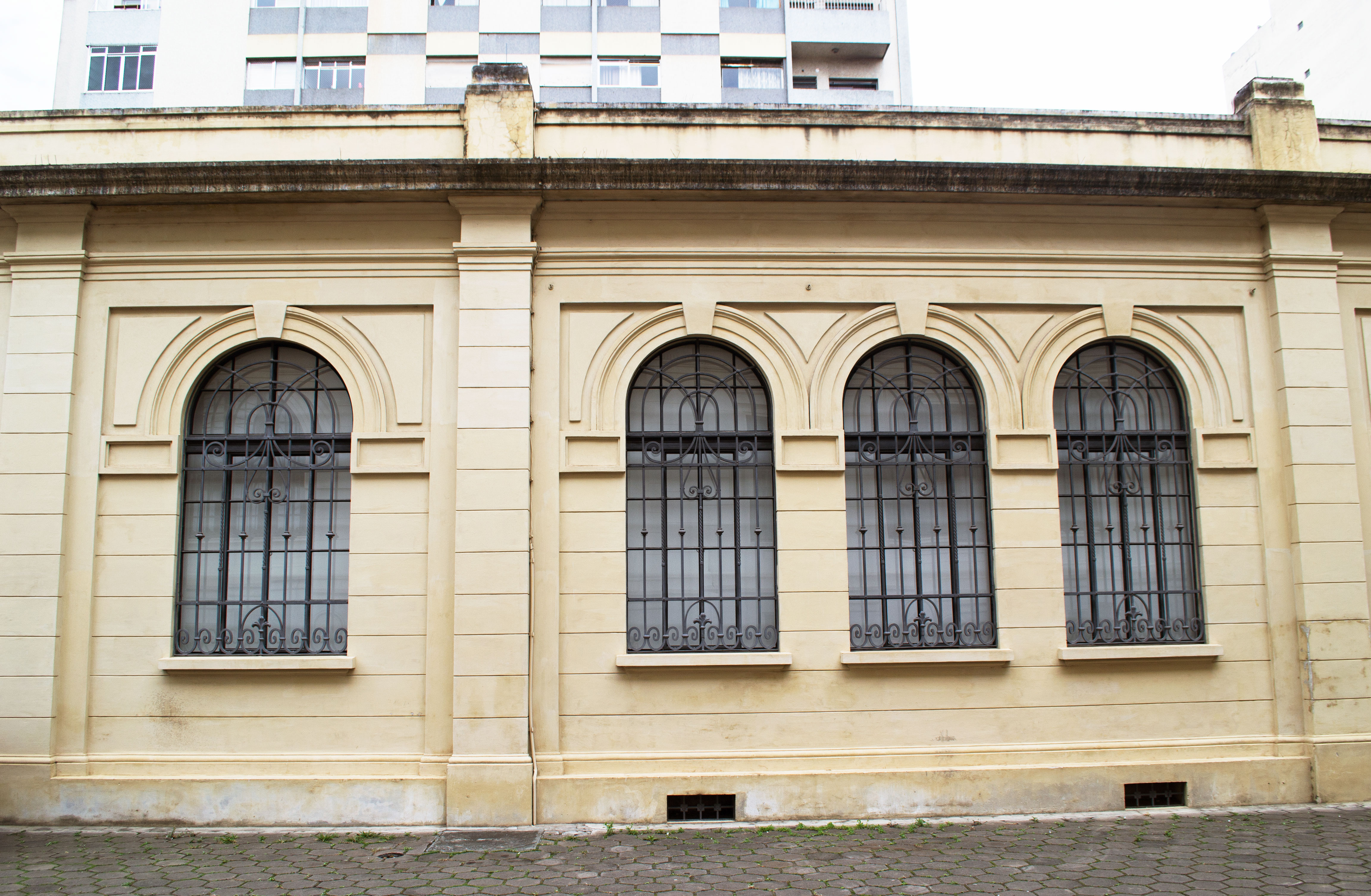
Fachada do Antigo Laboratório de Hidromecânica

Atualmente, o Edifício Ramos de Azevedo abriga o Arquivo Histórico de São Paulo. O órgão é ligado à prefeitura e sua função é guardar, catalogar e conservar documentos públicos e municipais, os quais foram produzidos no período de tempo entre os séculos XVI e XX.
Seu acervo conta com mais de 4,5 milhões de documentos, os quais são encontrados em todas as espécies de formato. Além disso, o arquivo é conhecido por ter, em seu acervo, os registros mais antigos de toda a América Latina: os documentos das Atas da Câmara de Santo André da Borda do Campo (1555-1558).
O antigo Laboratório de Hidromecânica, com fundo para a Rua Afonso Pena, foi restaurado nos anos de 2007 e 2008. O prédio, hoje, atende pelo nome de “anexo” e também pertence ao Arquivo Histórico.

### Edifícios Hipólito Pujol e Oscar Machado

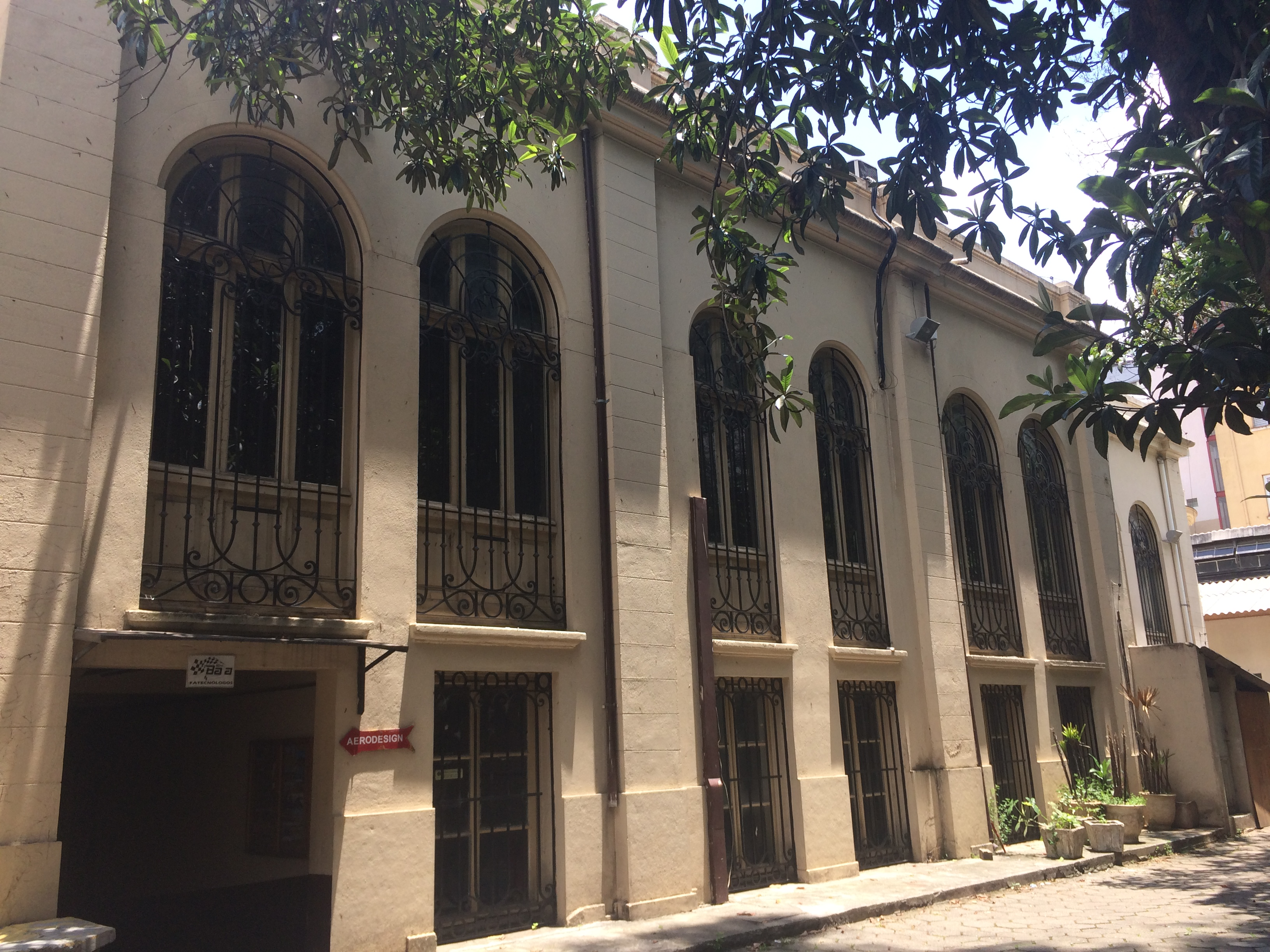
Parte traseira do Edifício Oscar Machado

Hoje em dia, os prédios Hipólito Pujol e Oscar Machado são ligados um ao outro. O primeiro, pertencendo à Faculdade de Tecnologia de São Paulo, apresenta salas de aula dessa instituição, porém, também da Escola Técnica Estadual de São Paulo, a qual ocupa primordialmente um outro prédio do complexo, o Edifício Ary Torres. Já o segundo, abriga o Departamento de Topografia, laboratórios de mecânica e parte da administração de registros ligados à FATEC.

### Edifício Rodolfo Santiago
Atualmente, o Edifício Rodolfo Santiago pertence à Faculdade de Tecnologia e São Paulo e se situa no número 30 da Praça Coronel Fernando Prestes. No andar térreo, localiza-se a Diretoria de Serviços Acadêmicos e a Seção de Atividades Auxiliares da FATEC. No mesmo piso, encontra-se a Biblioteca Nelson Alves Vianna, com um importante acervo, o qual apresenta mais de 28 mil volumes.

## Galeria

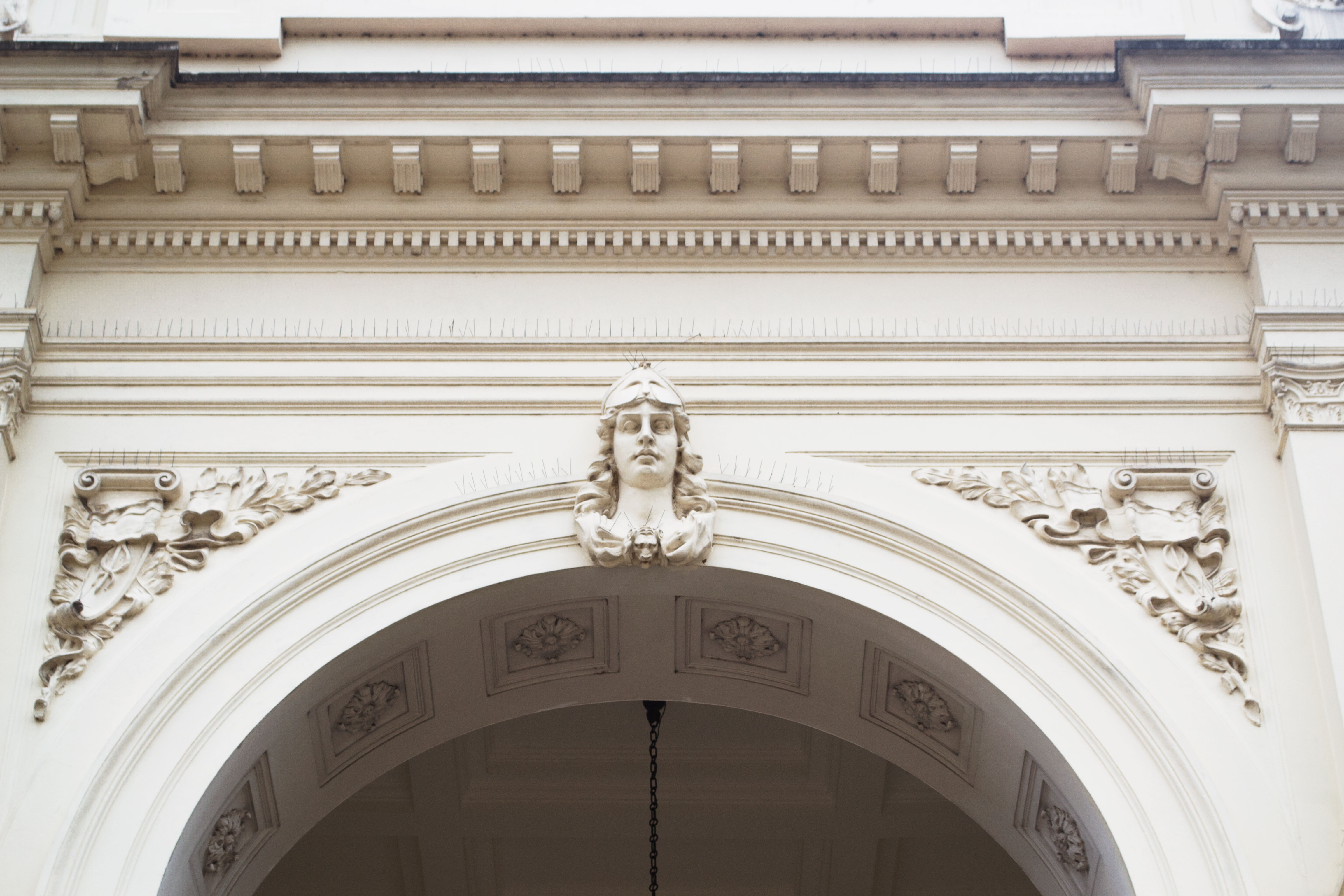
Figura da deusa Minerva, no topo do Edifício Ramos de Azevedo
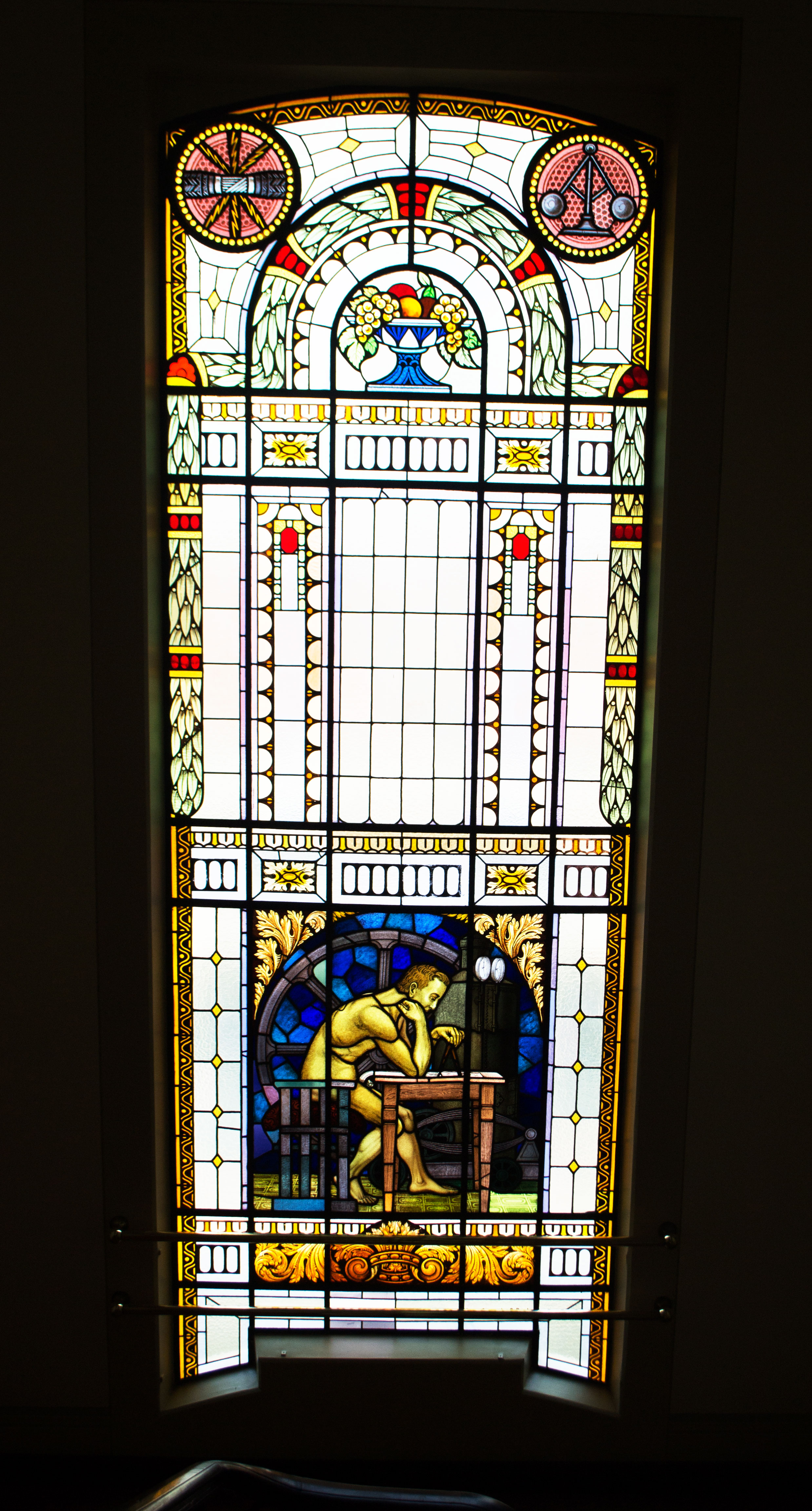
Vitral do Edifício Ramos de Azevedo, com figura de um engenheiro
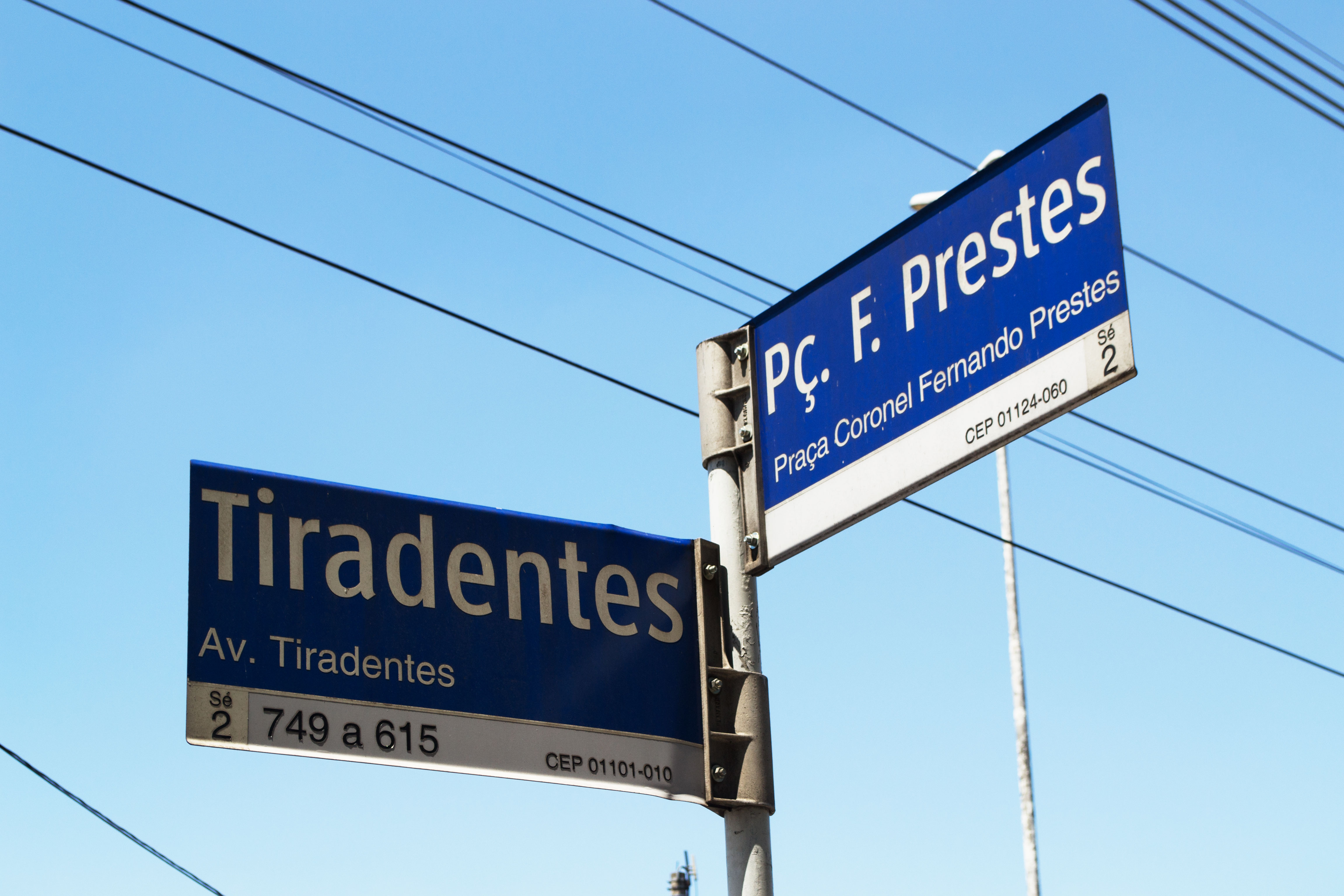
Placas indicativas de endereço da antiga Escola Politécnica
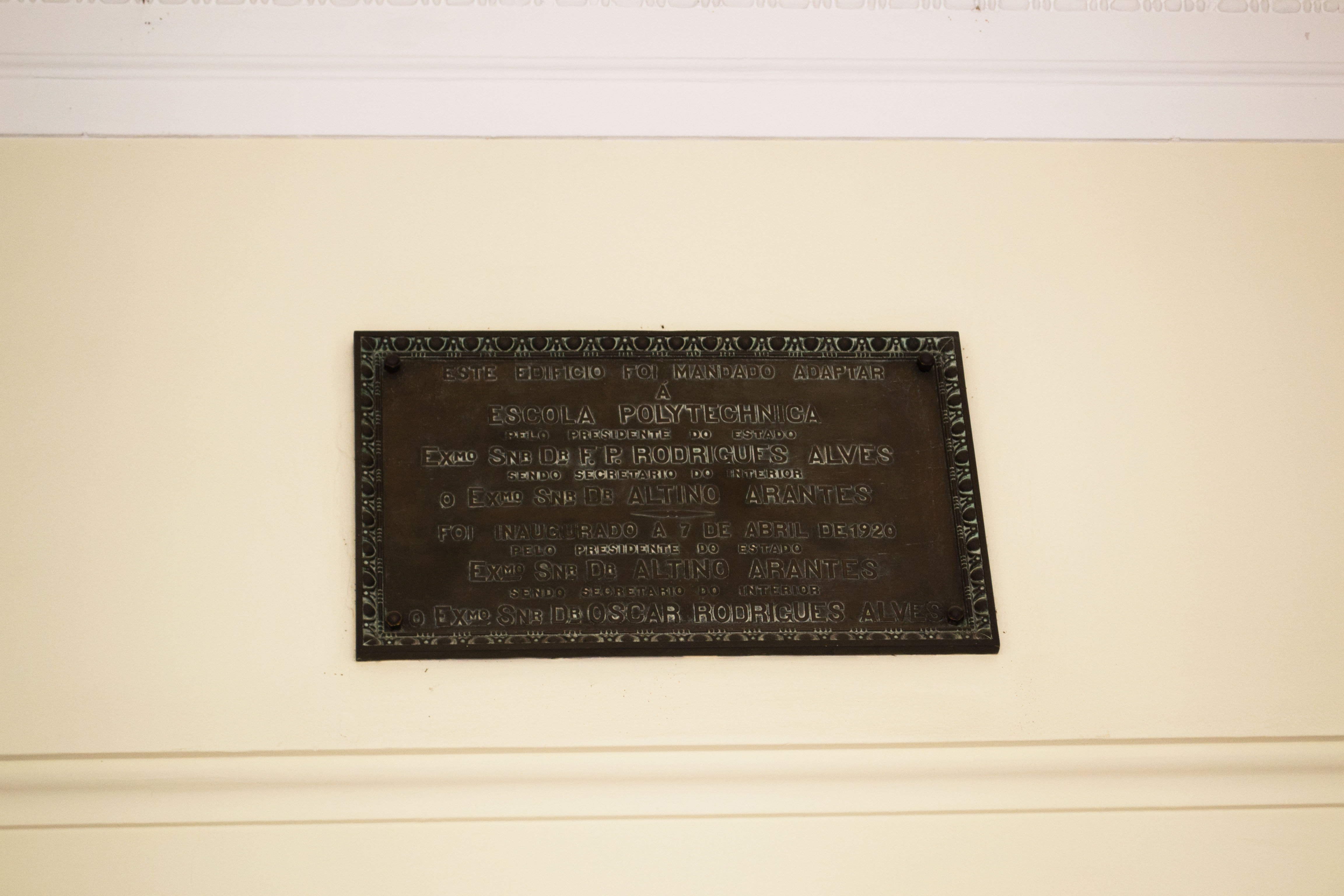
Placa de inauguração do Edifício Ramos de Azevedo
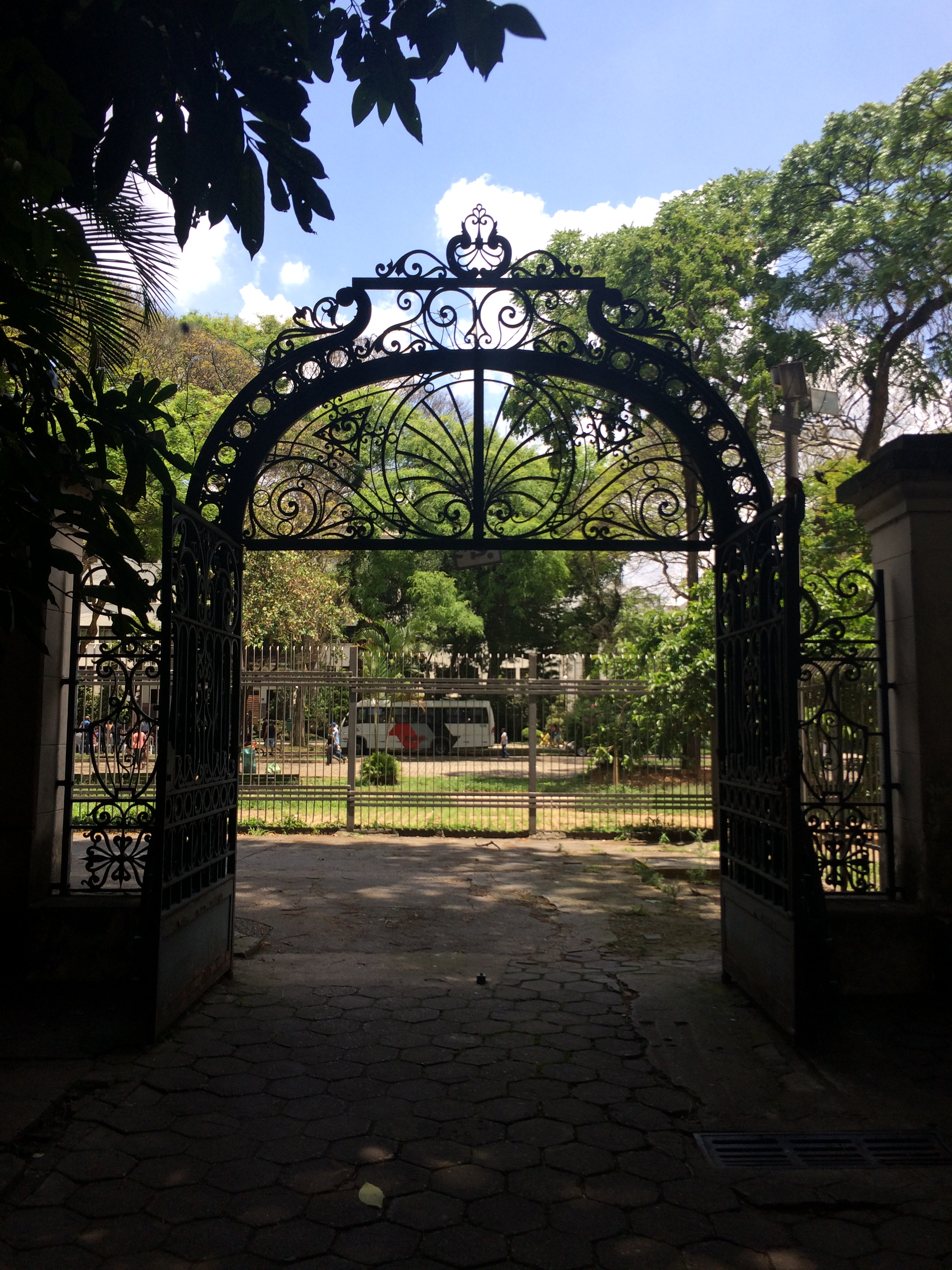
Portão entre os edifícios Hipólito Pujol e Ramos de Azevedo
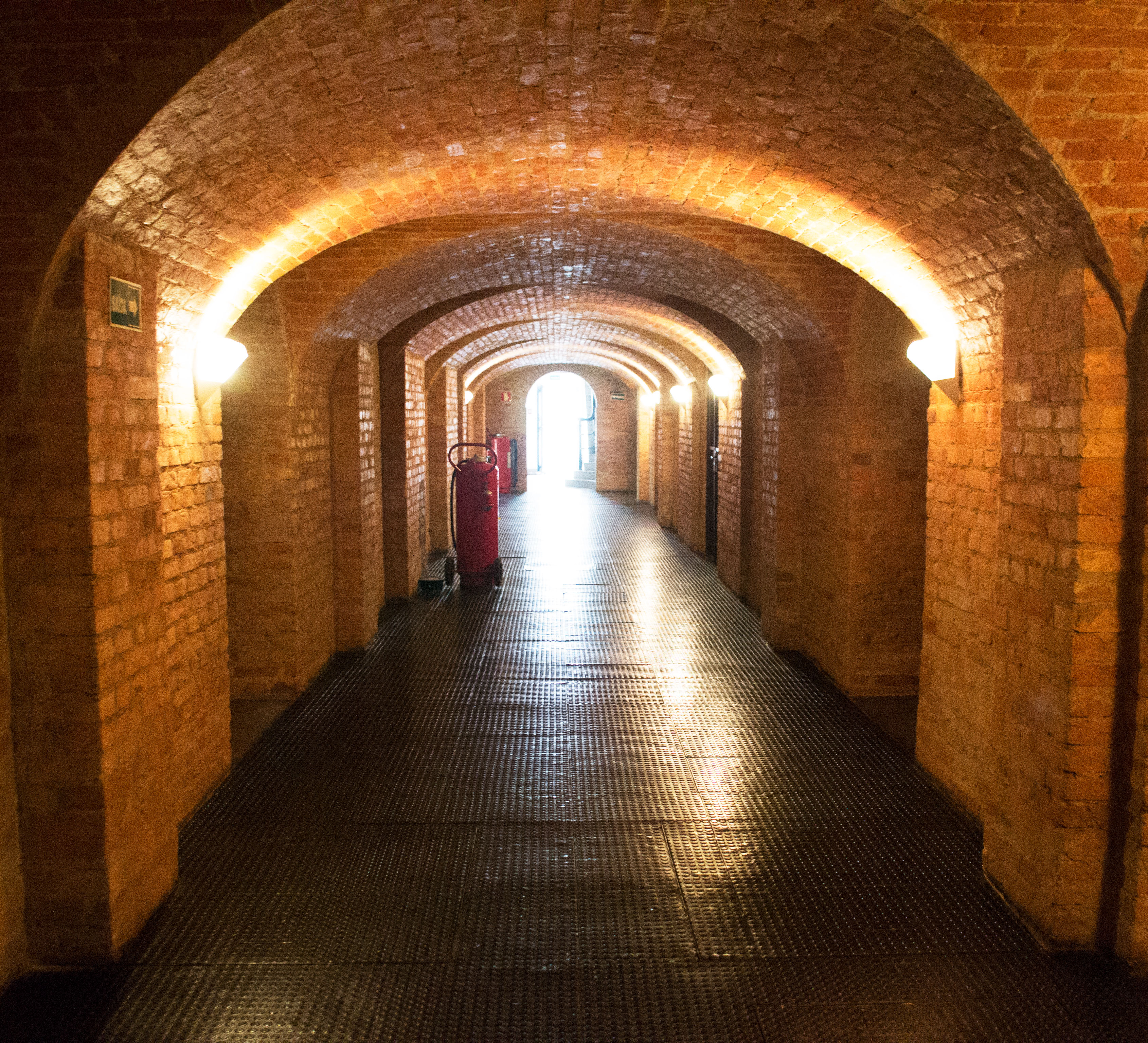
Corredores subterrâneos do Edifício Ramos de Azevedo